# Oxysarcodexia conclausa
Oxysarcodexia conclausa är en tvåvingeart som först beskrevs av Walker 1861.  Oxysarcodexia conclausa ingår i släktet Oxysarcodexia och familjen köttflugor. Inga underarter finns listade i Catalogue of Life.